# Шунков, Виктор Иванович
Ви́ктор Ива́нович Шунко́в (6 [19] апреля 1900, Кузнецк, Томская губерния — 9 ноября 1967, Москва) — советский историк, один из крупнейших специалистов по истории Сибири, библиограф, библиотечный деятель, один из инициаторов создания Института научной информации по общественным наукам. Доктор исторических наук (1954). Член-корреспондент АН СССР (1962). Лауреат Государственной премии СССР (1973; посмертно).

## Биография

### Детство и юность
Родился в семье уездного учителя. Учился в Кузнецком уездном училище. В 14 лет окончил училище, помогал отцу в преподавании в школе. В 1918 году окончил Бийскую мужскую гимназию. В 1918—1922 годах учился на историко-филологическом факультете Томского университета, специализировался в области отечественной истории.
Студентом ездил в археографические экспедиции по сбору документов о жизни крестьян до революции под руководством Н. Н. Бакая. В экспедициях приобрёл первые навыки работы с историческими источниками. «…Стряхивая пыль, почти в каждой бумажке, от которой веет временем прошлого, находишь значение и важность. …Статейный список ссыльного, скучный сам по себе, оживает и приобретает интерес, лишь только представить, что он в массе других может лечь в основу подсчётов ссыльных, их количества, их общественного положения и т. д.», — писал Шунков руководителю.
После закрытия факультета перевёлся на факультет общественных наук в Московский университет, окончил курс в 1925-м. Был учеником С. В. Бахрушина.

### Становление в профессии
После окончания университета преподавал историю в средних учебных заведениях г. Москвы, параллельно занимался научными исследованиями. Первая научная работа — «Как мы изучаем деревню» (1926). С 1929 года вёл курсы и семинары по истории СССР и вспомогательным историческим дисциплинам в Московском нефтяном техникуме, Институте повышения квалификации учителей, Московском библиотечном институте, Историко-архивном институте, Московском институте международных отношений, на историческом факультете МГУ.
С 1930-х годов В. И. Шунков занимался изучением истории трудовых сословий России XVII века — ремесленников, кабальных людей. Учёным выявлены новые кабальные книги и составлен их описательный перечень, включающий полные заголовки рукописных книг, имена писцов, указание географических мест, пометы о разновидностях документов (порядные, поступные, данные, служилые кабалы и др.), подготовлены к печати новгородские писцовые книги рубежа XVI—XVII веков. Шунков поднимал вопросы о принципах издания исторических документов, строгости их археографической подготовки, указывал на необходимость примечаний, целесообразность последовательных сокращений и приведения к единым способам оформления.
В 1936—1941 годах Шунков работал старшим научным сотрудником в Институте истории Академии наук СССР. Много ездил по Сибири, занимался изучением феодального периода истории края XV—XVIII веков, разысканием архивных документов. В январе 1940 года защитил кандидатскую диссертацию по истории крестьянства в Сибири.

### Фронт
15 октября 1941-го ушёл на фронт добровольцем, рядовым участвовал в боях за Москву. С октября 1941 по январь 1942 года Шунков — боец 151-й отдельной стрелковой моторазведывательной роты, воевал в составе 3-й Московской дивизии (позднее 130-й стрелковой) Калининского и Северо-Западного фронтов. «Историей я занимаюсь совсем в другом смысле: вместо того, чтобы писать её, я её делаю. Таких историков теперь у нас много», — писал он с фронта.
С января по май 1942 года — младший политрук, начальник дивизионной библиотеки, и одновременно внештатный лектор политотдела. На фронте в марте 1942-го вступает в КПСС. С мая 1942 по ноябрь 1943-го — старший научный сотрудник отдела истории воинских частей Комиссии по истории Великой Отечественной войны в Москве. С декабря 1943-го по июнь 1945 года — лектор политотдела 40-й армии 2-го Украинского фронта. Вернулся с войны в звании майора в 1945-м.

### Послевоенные годы
В 1945—1949 годах В. И. Шунков — заместитель директора Института истории АН СССР, в 1949—1967 — директор Фундаментальной библиотеки общественных наук им. В. П. Волгина. С 1950-х годов занимался редакционной работой — был главным редактором журнала «Исторический архив» (1955—1960), членом редколлегий журналов «Вопросы истории», «Советская книга», «Советский библиограф» и других.
В 1954-м защитил докторскую диссертацию «Очерки по истории земледелия Сибири XVII века».
В 1959—1963 годах — заместитель академика-секретаря Отделения исторических наук АН СССР, в 1966—1967 возглавлял Археографическую комиссию АН СССР. Встал во главе систематического изучения источников по истории Сибири XVI—XIX веков, предложил серию издания сборников исторических источников. 29 июня 1962 года избран членом-корреспондентом АН СССР по Отделению исторических наук.
В 1960-е годы был председателем Научного совета по информации в области общественных наук АН СССР, заместителем председателя Библиотечного совета АН СССР, председателем Всесоюзного межведомственного совета по библиотечным вопросам при Министерстве культуры СССР, председателем экспертной комиссии ВАК по вопросам книговедения и библиотековедения, вице-президентом Международной федерации библиотек, председателем Международной комиссии по библиографии.
Один из авторов опубликованной в январе 1966 года в «Правде» статьи «Высокая ответственность историков», направленной против применения в науке термина «период культа личности». Рядом советских учёных и представителей творческой интеллигенции выход данной статьи был воспринят как попытка «реабилитации» И. В. Сталина (см. Письмо двадцати пяти).

### Последние годы
…Третий директор ФБОН — член-корреспондент АН В. И. Шунков — руководил Библиотекой с 1949 г.
 до своей скоропостижной смерти в 1967 г.

Крупный учёный (лауреат Сталинской премии в области истории), прекрасный организатор науки, Виктор Иванович Шунков понял,
 что одной из причин отставания общественных наук в стране было отсутствие правильно организованной научной информации в этой области. <…> В. И. Шункову не удалось дожить до реализации своей идеи — это сделали его последователи.
До последнего дня В. И. Шунков возглавлял Фундаментальную библиотеку по общественным наукам АН СССР. Находясь во главе ФБОН, Шунков создал в Библиотеке экспериментальную группу по реферированию общественно-политической литературы.
Обосновывая особую роль библиотек в области социальных и гуманитарных наук, историк выступал за создание на базе ФБОН научно-исследовательского института. Программа создания Института научной информации по общественным наукам была разработана под руководством Шункова, решение о его создании было принято уже после смерти учёного.
В. И. Шунков скоропостижно скончался 9 ноября 1967 года. Похоронен в Москве.

## Научное наследие
В. И. Шунков — автор более 100 научных работ по истории крестьянской колонизации и краеведению Сибири, археографии, источниковедению, библиографии и библиотечному делу.
Совместно с академиком А. П. Окладниковым Шунковым подготовлен к печати 5-томный труд «История Сибири с древнейших времён до наших дней» (Л.: Наука, 1968—1969). Шунковская реконструкция феодального периода истории Сибири по материалам проведённых в экспедициях архивных разысканий вошла в учебники истории.

Отмечая в работах Шункова «обилие нового фактического материала, последовательную логику изложения, солидную обоснованность выводов и обобщений в сочетании с углублённым микроанализом источников», историк А. А. Преображенский подчёркивал, что его «капитальные труды» стали «важной поворотной вехой в изучении сибириведения»: 
В. И. Шунков был первым, кто обратил пристальное внимание на миграционные процессы крестьянского населения Сибири, выявил географическое размещение сибирского земледелия, определил хлебную продуктивность этого края в течение XVII — начала XVIII вв., охарактеризовал местные хлебные рынки, осветил объём и характер крестьянских повинностей. Ему принадлежит важное положение о феодальном строе сибирской деревни XVII в., отбрасывающее концепции несовместимости исторических судеб Европейской России и Сибири.
Отмечая, что В. И. Шунков обладал «счастливым уменьем писать не пространно, а объёмно, и маленькие его работы имеют подчас не меньшее научное значение (и по поставке вопросов, и по мастерству анализа источников, и по чёткости выражений), чем его большие исследования», историк С. О. Шмидт подчёркивал:
Его труды не только существенно обогащают наши исторические представления, совершенно по-новому объясняя важные и сложные исторические явления, но и являются школой исследования, школой исторического и собственно источниковедческого мастерства. <…> В. И. Шунков был одним из самых умных и образованных и, говоря старым языком, просвещённых деятелей нашей науки.
Документальное наследие В. И. Шункова периода Великой Отечественной войны хранится в персональном фонде в Архиве Российской академии наук (АРАН. Ф. 1555) и Центральном архиве Министерства обороны Российской Федерации. Письма В. И. Шункова с фронта — в Отделе рукописей Российской государственной библиотеки (ОР РГБ. Ф. 632. К. 91. Ед. хр. 22).

## Награды и премии
- орден Отечественной войны I степени (08.07.1943)
- орден Отечественной войны II степени (03.02.1945)[27]
- орден Трудового Красного Знамени (27.03.1954)
- медаль «За трудовую доблесть» (1945)
- другие медали[28][10].
- Государственная премия СССР (1973, посмертно) — за труды по истории русской колонизации Сибири XVI—XVII веков (в том числе подготовку издания «История Сибири с древнейших времён до наших дней» в 5 томах)

## Память
С годами становится всё очевиднее, как велик вклад, внесённый Шунковым в развитие нашей науки, как его многосторонняя деятельность в значительной мере определила важные научные направления
 (и собственно научно-исследовательского, и научно-информационного характера), оказавшиеся затем особенно перспективными.
Памяти В. И. Шункова было посвящено первое после его кончины заседание Археографической комиссии, где были сделаны подступы к осмыслению его научного наследия. Материалы заседания опубликованы в «Археографическом ежегоднике за 1967 год».
В 1968 году по инициативе Президиума Академии наук СССР в честь учёного названа бывшая Мариинская улица в Кузнецком районе г. Новокузнецка.
В 1973 году издан сборник материалов по феодальному периоду истории Сибири, посвящённый памяти В. И. Шункова.
На совместном заседании Отделения истории АН СССР и Археографической комиссии 1975 года принято решение довести до конца работу, начатую Шунковым до войны, — подготовить к печати кабальные книги конца XVI—XVII веков с использованием разработанных учёным археографических приёмов. К 85-летию со дня рождения учёного состоялось заседание Археографической комиссии 1985 года, посвящённое участию В. И. Шункова в войне и его роли в изучении военной истории.